# Духless (фільм)
«Духless» — російська психологічна драма Романа Пригунова за романом Сергія Мінаєва «Духless. Повесть о ненастоящем человеке».

## Сюжет
Головний герой фільму Макс (Данило Козловський)  топ-менеджер великого міжнародного банку. В нього є власний дорогий автомобіль і  пентхаус, він активно бере участь у різноманітних вечірках. Своє життя Макс витрачає на заробляння грошей, а гроші — на  гламурне життя. Але наступає момент коли герой замислюється над своїм життям. У фільмі йде мова про переоцінку самого себе і життя навколо, про подоланні внутрішньої кризи.

## Акторський склад
- Данило Козловський — Максим (Макс)
- Марія Андреєва — Юля, студентка
- Артем Міхалков — Вадим, друг і партнер Макса
- Микита Панфілов — Міша, приятель Макса
- Артур Смольянінов — Авдій
- Михайло Єфремов — Олексій Олексійович Кондратов, президент банку
- Марія Кожевникова — Ельвіра, модель, дівчина Макса
- Сергій Білоголовцев — Володя Гулякін, директор філіалу банку
- Марина Казанкова — Наталія Вікторівна
- Саша Бурдо — Алан Гаррідо
- Ігор Войнаровський — Пархоменко
- Анна Науменко — Катя, секретарка Макса
- Дмитро Дорохов — Саша
- Наталія Самольотова — Оксана
- Оксана Кутузова — Альона Суворова
- Олексій Шахбанов — Костя